# Heizkraftwerk München-Sendling
Das ehemalige Heizkraftwerk München-Sendling wurde Anfang der 1960er Jahre an der Drygalski-Allee in München-Obersendling gebaut. Dieses auf fossilen Brennstoffen basierende Kraftwerk wurde als Gas-Versuchskraftwerk entwickelt. Das Kraftwerk sollte unter Nutzung minimierter Leitungsverluste das umliegende Stadtviertel mit Wärme und elektrischer Energie versorgen. Heute handelt es sich um ein Industriegebäude, das überwiegend gewerblich genutzt wird.

## Geschichte
Zur Zeit der Fertigstellung Ende 1962 war das Gasturbinenheizkraftwerk die modernste Anlage der Stadtwerke-Elektrizitätswerke München und in seiner Konzeption einmalig in der Bundesrepublik. Es handelte sich um ein vielseitig einsetzbares Heiz- und Spitzenlastkraftwerk auf Erdgas-Basis mit einer Heizwärme- und Stromlieferung ohne gegenseitige Abhängigkeit. Zur Ausrüstung des Kraftwerks gehörte die erste durch die Siemens AG gebaute Gasturbine. Die Wärmeschaltung erlaubt es, die bei der Stromerzeugung anfallende Abwärme des Gasturbosatzes durch Einschaltung von Verdrängungsspeichern zeitlich unabhängig vom Bedarf an elektrischer Energie als Heizwärme verwenden zu können. Andererseits konnte die Heizwärme unabhängig vom Turbinenbetrieb über Zusatzbrenner erzeugt werden und sowohl unmittelbar oder auch durch den Wärmespeicher auf dem Gelände zeitlich entkoppelt in das Fernwärmenetz gespeist werden. Bei Ausfall der Gasversorgung bestand eine Umschaltmöglichkeit für den Betrieb mit Öl. Das Konzept entstand zeitgleich zum Aufkommen der zivilen Kernenergie konzeptionell als Gegenmodell zu den aufkommenden Kernkraftwerken.

### Betrieb
Während des Betriebs kam es 1962 wie auch später 1994 zu Explosionen mit anschließenden Bränden. Der Unfall von 1994 führte zur Einstellung des Betriebs und somit zum Ende des Gebäudes als Kraftwerk.

### Weiterverwendung
2010 begannen die Rück- und Umbauarbeiten zeitlich zusammen mit einem Erwerb des Gebäudes durch die Kerscher Immobilien Holding GmbH aus Gräfelfing und somit ein neuer Nutzungsabschnitt des Gebäudes. Das überwiegend aus Stahl und Stahlbeton bestehende Gebäude verfügt für seine zweite Nutzungsphase nach dem Kraftwerksbetrieb über ein architektonisch gesehen ungewöhnlich großes Raumvolumen, das ursprünglich nach rein technischen und funktionalen Gesichtspunkten für den Kraftwerksbetrieb, etwa zur Kanalisierung von Luftmassen, geplant und dimensioniert worden war. Um Gebäudeschäden im Kraftwerksbetrieb vorzubeugen, wurden Unterzüge und Deckenstärken in einigen Bereichen sehr massiv ausgeführt. Da bei den Umbaumaßnahmen darauf geachtet wurde, den industriellen Charakter des Gebäudes zu erhalten, ist diese für eine rein gewerbliche Nutzung ungewöhnliche Dimensionierung heute an vielen Stellen in der Gebäudestruktur eindrucksvoll zu erkennen. Im Inneren des Turms beispielsweise blieb nach dem Entfernen der Maschinenkomponenten die dominante, nun mit enormen Lastreserven ausgestattete Stahlkonstruktion als tragendes Element erhalten. Seit 2014 wird der Sockelbereich des Gebäudes als Ausstellungs- und Verkaufsfläche eines Münchner Einrichtungshauses genutzt. Weiterhin wurden im Turm des Gebäudes Büroflächen sowie Wohnungen geschaffen.

## Architektur
Das Kraftwerk setzt sich im Wesentlichen aus drei Teilen zusammen: einem breiten, dreigeschossigen Sockel, einem Turm mit sieben Geschossen und zwei Schornsteinen, die es weithin sichtbar machen. Das Gebäude mit einer Größe von ca. 3500 m² und einer Höhe von 46 m weist ein Tragwerk aus Stahlbeton auf. Die Außenwände bestehen aus Mauerwerk und waren ursprünglich mit Lichtflächen aus Glasbausteinen versehen. Zur Aussteifung erhielten die Glasbausteine eine Fugenbewehrung aus Stahleinlagen. Keller- und Erdgeschossdecke sind ebenfalls aus Stahlbeton erstellt. Erschlossen wurde das Gebäude durch zwei feuerbeständige Treppenhäuser. Der Innenausbau und die Tragwerke der Zwischenpodeste erfolgte überwiegend aus Stahl.

## Entstehungsgeschichte
| Jahr      | Ereignis                            |
| --------- | ----------------------------------- |
| um 1960   | Baubeginn                           |
| 1961      | als Gas-Versuchskraftwerk errichtet |
| 1962      | Explosion und Brand                 |
| 1963–1994 | Regelbetrieb                        |
| 1994      | Explosion und Brand                 |
| 1999      | stillgelegt                         |
| 2010      | Rückbau                             |
| 2012–2017 | Umbau                               |
| 2018      | Ergänzung 10./11. Obergeschoss      |

Bauherr ab 2012:  Kerscher Immobilien Holding GmbH, Gräfelfing
Bauherr zuvor: Stadtwerke München